# Wohnungsgemeinnützigkeit
In der Wohnungsgemeinnützigkeit erhalten Wohnungsunternehmen dauerhafte Steuerbefreiungen z. B. in Bezug auf die Körperschaft-, Gewerbe-, Grund- und Grunderwerbsteuer dafür, dass sie dauerhaft gemeinnützig handeln, indem sie preisgünstigen und sozialen Wohnraum für Haushalte bereitstellen, deren Einkommen unterhalb bestimmter Grenzen liegen. Sie unterscheidet sich somit in der Art und Weise sowie der Dauer der Förderung und Bindung vom Sozialen Wohnungsbau, der in der Regel durch einmalige Darlehen oder Zuschüsse geprägt ist und zeitlich begrenzt ist, Wohnungen also irgendwann ihre Sozialbindungen verlieren, obgleich sich diese Instrumente meist ergänzen bzw. ergänzt haben.
Während es die Wohnungsgemeinnützigkeit in Österreich und vergleichbare Modelle z. B. in den Niederlanden gibt, wurde sie in der Bundesrepublik Deutschland im Jahr 1990 abgeschafft. 2024 folgte die gesetzliche Neuregelung als Teil des Jahressteuergesetzes mit Wirkung ab dem 1. Januar 2025.

## Wohnungsgemeinnützigkeit in Deutschland

### Geschichte der Wohngemeinnützigkeit bis 1990
Die ersten gemeinnützigen Wohnungsunternehmen gründeten sich bereits 1847. Prinzipien der Wohnungsgemeinnützigkeit wurden im preußischen Gesetz über die Stempelfreiheit (Steuerbefreiung) gemeinnütziger Wohnungsunternehmen von 1867 verankert, die später auch die Wohnungsgemeinnützigkeit in Österreich und im Deutschen Reich prägten. Nach den steuergesetzlichen Regelungen in Preußen ab 1851 war die Wohnungsgemeinnützigkeit von einer Vielzahl von Landes- und Reichsgesetzen unterschiedlich und teilweise widersprüchlich geprägt.
In der Weimarer Republik wurde 1930 die Gemeinnützigkeitsverordnung (GemVO) beschlossen, welche durch eine Ausführungsverordnung (RAV) detailliert wurde und den Status der „Gemeinnützigen Wohnungsunternehmen“ durch Vorschriften und Bedingungen reichsweit einheitlich regelte. Dazu gehörte etwa eine staatliche Aufsicht sowie eine Kontrolle durch Prüfverbände.
In der NS-Zeit wurden die gemeinnützigen Wohnungsunternehmen im Sinne der NS-Ideologie gleichgeschaltet, rassistisch gereinigt und teilweise zwangsvereinigt. Das Wohnungsgemeinnützigkeitsrecht wurde 1940 mit den wesentlichen Regelungen der GemVO zu einem neuen „Wohnungsgemeinnützigkeitsgesetz“ (WGG) zusammengefasst. Dieses Gesetz galt mit leichten Veränderungen bis zu seiner Aufhebung zum 1. Januar 1990.
Nach 1990 blieben mit § 53 Abgabenordnung nur das Instrument der gemeinnützigen Steuerbefreiung auf Grund einer „mildtätigen“ Aufgabe bei der Wohnraumversorgung, zum Beispiel die Versorgung von besonderen Problemgruppen oder Haushalten ohne eigenes Einkommen, sowie der Steuerbefreiung für spezielle gemeinnützige Vermietungsgenossenschaften, die ihre Wohnungen nur an Mitglieder vermieten und für diese neu bauen oder ankaufen, aber ansonsten keine relevanten Tätigkeiten vollziehen.
In der Nachkriegszeit wurde das Wachstum der Wohnungsgemeinnützigkeit zum Wiederaufbau in den 50er und 60er Jahren durch die öffentliche Wohnungsbauförderung „für breite Schichten der Bevölkerung“ befördert. Die Mehrheit der Sozialwohnungen in der Bundesrepublik, nämlich knapp 60 %, waren letztendlich von gemeinnützigen Wohnungsunternehmen errichtet worden, überwiegend mit direkter Förderung und immer mit Steuerbefreiung für die Unternehmen. Im Ergebnis hatten die gemeinnützigen Wohnungsunternehmen zum Ende der Wohnungsgemeinnützigkeit 1990 eine große Bedeutung auf den Wohnungsmärkten: In Großstädten stellten sie bis zu einem Drittel des Angebots. Als mit ca. 3,3 Mio. Wohnungen größte Sozialwohnungsanbieter hatten sie eine Versorgungsfunktion und spielten bei der Mietenbegrenzung eine besondere Rolle durch Mieten von 10 bis 30 % unterhalb der Marktmiete.
Durch Zusammenschlüsse und Verschmelzungen sowie durch das besondere Wachstum der größeren gemeinnützigen Unternehmen konzentrierte sich der gemeinnützig gebundene Wohnungsbestand teilweise in großen gemeinnützigen Wohnungsunternehmen mit unzureichenden Kontrollmöglichkeiten durch Mieter, Aufsicht und Prüfverbände. Ebenso spielte das Argument bedeutsamer Steuermindereinnahmen bei einem weitgehend ausgeglichenen Wohnungsmarkt eine große Rolle. Letztlich wurde der Skandal um die Neue Heimat im Jahr 1988 zum Anlass genommen, nach verschiedenen Diskussionen über eventuelle Novellierungen im Zusammenhang mit dem Abbau von Steuervergünstigungen auch das WGG zum 31. Dezember 1989 aufzuheben.

### Eigenschaften der Wohngemeinnützigkeit bis 1990
Die Wohnungsgemeinnützigkeit in Deutschland leistete einen wesentlichen Baustein für die Schaffung der sozialen Wohnraumversorgung in Deutschland vom Kaiserreich über die Nachkriegszeit bis zur Wendezeit. Dabei wurden gemeinwohloriente Wohnungsunternehmen in verschiedenen Rechtsformen steuerlich und teils durch Zuschüsse gefördert, wenn sie sich dem Aufbau von dauerhaft preiswertem sozialen Wohnraum unterwarfen. Die Wohnungsgemeinnützigkeit grenzte die Geschäftstätigkeit von Wohnungsbaugesellschaften ein und gewährte im Gegenzug Steuervorteile:
- Die Wohnungsversorgung zielte auf Bedürftige, insbesondere Menschen mit geringerem Vermögen („Minderbemittelte“).
- Das Geschäft war auf Bau, Betreuung, Bewirtschaftung sowie auf den Verkauf von Wohnungen begrenzt. Später kam die Trägerschaft für Maßnahmen hinzu, die Nachfolgebauten in Siedlungen schaffen sollten, also städtebauliche Entwicklung und Sanierung.
- Die Höhe der Miete war gedeckelt, sie durfte bis zur Höhe der Kostenmiete gehen.
- Die Höhe der an die Eigentümer der Baugesellschaft (Gesellschafter, Genossen) ausgeschütteten Gewinne war begrenzt. Sie durfte sich auf maximal 4 Prozent belaufen. Nicht ausgeschüttete Gewinne dienten zur Erfüllung der festgelegten Aufgaben, also vor allem zum Bau und zur Bestandspflege.
- Die kaufmännische Führung der Gesellschaften unterlag einer Prüfpflicht. Dabei war die Frage zu beantworten, ob die zu prüfende Gesellschaft ihren gemeinnützigen Zweck erfüllt.
- Die Gesellschaft erhielt weitreichende Steuervorteile: Sie war von der Körperschaftssteuer, von der Gewerbesteuer, der Grunderwerbssteuer und der Vermögenssteuer befreit. Bei der Grundsteuer kam sie in den Genuss von Steuererleichterungen.

Es galt darüber hinaus das Prinzip: Einmal gefördert, immer gebunden, wodurch Wohnraum von gemeinnützigen Wohnungsunternehmen einer dauerhaft sozialorientierten Wohnraumversorgung zur Verfügung standen.

### Einführung einer neuen Wohnungsgemeinnützigkeit ab 2025
Aufgrund fehlender bezahlbarer Wohnungen in Großstädten wurde viele Jahre diskutiert, die Wohnungsgemeinnützigkeit wieder einzuführen. Hintergrund ist hierbei neben dem angespannten Wohnungsmarkt auch der dramatische zunehmende Wegfall von Sozialwohnungen bzw. Sozialwohnungsbindungen, wodurch mitunter selbst in entspannten Märkten preiswerte Mietwohnungen im unteren, preisgünstigen Marktsegment fehlen.
Mit dem Jahressteuergesetz 2024 wurde die Wohnungsgemeinnützigkeit durch Änderungen in der Abgabenordnung ab 2025 in stark veränderter Form wieder eingeführt. Die vergünstigte Wohnraumüberlassung ist seitdem gemeinnützig, wenn die Mieter persönlich oder wirtschaftlich hilfsbedürftig im Sinne des § 53 AO sind, wobei gemäß § 52 Nr. 27 AO für die Bestimmung der wirtschaftlichen Hilfsbedürftigkeit höhere Einkommensgrenzen gelten. Die Wohnungsgemeinnützigkeit ist systematisch in die allgemeinen Vorschriften zur Gemeinnützigkeit integriert, so dass die gleichen Rechtsfolgen wie bei der Erfüllung anderer gemeinnütziger Zwecke eintreten. Dies sind insbesondere die Körperschaft- und Gewerbesteuerbefreiung, die Abstandnahme vom Kapitalertragsteuerabzug, die Berechtigung Spendenbescheinigungen auszustellen, die Grundsteuerbefreiung sowie die Möglichkeit der Auszahlung steuerfreier Ehrenamtspauschalen.

## Wohnungsgemeinnützigkeit in Österreich
Das österreichische System der sozialen Wohnversorgung ist durch einen engen Zusammenhang zwischen Wohnbauförderung und dem Agieren gemeinnütziger Bauvereinigungen qua Wohnungsgemeinnützigkeitsgesetz gekennzeichnet, welche durch die Wohnungsgemeinnützigkeit steuerliche Begünstigungen erhalten und privilegierter Fördernehmer in der Wohnbauförderung sind, hierfür jedoch Regeln bzgl. günstiger Mietpreise – auch bei Auslaufen der Bindungen der Wohnbauförderungen – und kontinuierlichen Neubaus unterliegen. Der gemeinnützige Wohnungssektor hat sich demnach als wesentlicher Träger preisgünstiger Mietwohnungen in allen Bundesländern etabliert. Insbesondere die Verschränkung der Wohnbauförderung mit der Wohnungsgemeinnützigkeit hat sich in Österreich als sinnvoll erwiesen.

## Wohnungsgemeinnützigkeit in der Europäischen Union
Auch in anderen Ländern der Europäischen Union gibt es mit der Wohnungsgemeinnützigkeit vergleichbare Instrumente und Rechtsrahmen. So sind etwa die niederländischen Woningcorporaties (Wocos) als gemeinnützige Wohnungsunternehmen zu verstehen, die das gemeinwohlorientierte Bauen, Bewirtschaften, Vermieten und Verkaufen von Wohnraum zur Aufgabe haben. Die Erbringung der sozialen Wohnraumversorgung in den Niederlanden findet fast ausnahmslos durch die Wocos statt.